# (18055) Fernhildebrandt
(18055) Fernhildebrandt ist ein Asteroid des Hauptgürtels, der am 11. Oktober 1999 von den US-amerikanischen Amateurastronomen Gary Hug und Graham E. Bell am Farpoint-Observatorium (IAU-Code 734) in Kansas entdeckt wurde.
Der Asteroid wurde nach Fern C. Hildebrandt (* 1927) benannt, die Gary Hug schon in seiner Jugend für die Astronomie interessierte und ihn fortwährend motivierte.